# Steno Gola
Steno Gola (Pietole, 14 novembre 1945) è un ex calciatore italiano, di ruolo centrocampista.

## Carriera
Cresciuto nel Torino, iniziò la sua carriera giocando in Serie D nel Pinerolo. Nel 1964-1965 tornò nella società granata che non lo utilizzò cedendolo dopo un anno di panchina al Pescara. Da lì la sua carriera rimase circoscritta per quattro anni tra l'Abruzzo e le Marche.
Dopo il Pescara fu la volta dell'Anconitana. A seguire ci furono due stagioni ne L'Aquila.
Nel 1969-1970 approdò alla Ternana. L'anno dopo gli arrivò una proposta dal Del Duca Ascoli guidato da un giovane Carlo Mazzone. Gola accettò di tornare in attività e con lui in regia, la squadra marchigiana arrivò in Serie A nel giro di quattro anni.
Al termine della stagione 1975-1976 lo acquistò la Fiorentina, dove ritrova Mazzone come allenatore. Rimase a Firenze due anni con 30 presenze all'attivo.
Nel 1978-1979 giocò la sua ultima stagione in Serie C1 a Cremona con la Cremonese.

## Palmarès

### Club

#### Competizioni nazionali
- Campionato italiano Serie C: 1

Ascoli: 1971-1972 (girone B)